# راجو موروگان
راجو موروگان (به تامیلی: ராஜு முருகன்) نویسنده و روزنامه‌نگار هندی که تبدیل به یک فیلمساز موفق شد. او اولین کارگردانی خود را با فیلم سینمایی کوکو (فیلم ۲۰۱۴) انجام داد. دومین فیلم او، جوکر (فیلم ۲۰۱۶) و سومین فیلم اش کولی (فیلم ۲۰۲۰) نام دارد. همچنین وی ۳ سال به عنوان دستیار کارگردان نیز فعالیت کرد.

## فیلم‌شناسی
| سال  | فیلم       | نویسنده | کارگردان | یادداشت                                                                      |
| ---- | ---------- | ------- | -------- | ---------------------------------------------------------------------------- |
| ۲۰۱۴ | کوکو       | آری     | آری      |                                                                              |
| ۲۰۱۶ | نفس        | آری     | نه       | گفتگوها                                                                      |
| ۲۰۱۶ | جوکر       | آری     | آری      | جایزه برای بهترین فیلم - تامیل جایزه فیلم ملی بهترین فیلم بلند به زبان تامیل |
| ۲۰۱۹ | سیرک مهندی | آری     | نه       | داستان و دیالوگ‌ها                                                            |
| ۲۰۲۰ | کولی       | آری     | آری      |                                                                              |
| ۲۰۲۰ | وارما      | آری     | نه       | گفتگوها                                                                      |

## کتاب‌ها
| عنوان          | زبان  | ناشر   | یادداشت    |
| -------------- | ----- | ------ | ---------- |
| واتیوم موتالوم | تامیل | ویکتان | -          |
| اوندرو         | تامیل | ویکتان | هم نویسنده |
| کولی           | تامیل | ویکتان |            |